# Ermanno Loevinson
Ermanno Loevinson, nato Hermann Lövinson (Berlino, 3 giugno 1863 – Auschwitz, 23 ottobre 1943), è stato uno storico e archivista tedesco naturalizzato italiano.

## Biografia
Hermann Lövinson era uno degli otto figli di Salomon Lövinson, un commerciante, e di Rosalia Hirschberg. 
Studiò storia a Berlino e si recò, al termine degli studi in Italia, dove lavorò dal 1895 al 1920 all'Archivio Centrale dello Stato a Roma come archivista.
Nel 1891 ottenne la piccola cittadinanza italiana e nel 1898 la completa.
Nel 1927 divenne direttore dell'archivio di Parma e in seguito, dal 1930 al 1934, a Bologna, dove lavorò anche dal 1932 come docente universitario all'Università di Bologna.
Fu insignito dell'Ordine della Corona d'Italia (Commendatore) e divenne membre dell'Ordine dei Santi Maurizio e Lazzaro (Cavaliere). Dal 1931 al 1934 è stato voce-presidente della Commissione Araldica Regionale Romagnola. 
Loevinson tornò a vivere a Roma. Il 16 ottobre 1943 fu catturato nel rastrellamento del ghetto di Roma organizzato da Herbert Kappler. Il 18 ottobre fu deportato nel Campo di concentramento di Auschwitz con sua moglie Wally Bütow e con il figlio  Sigismondo, nato nel 1921 a Berlino. Ad Auschwitz fu assassinato. 
La figlia Ruth Loevinson Tatti, nata nel 1911, è sfuggita alla persecuzione degli ebrei in Italia.
La sorella Johanna Meyer-Lövinson (1874–1957) è stata una pioniera della radio in Germania ed è emigrata dalla Germania negli Stati Uniti nel periodo nazista

## Pubblicazioni (parziale)
- Beiträge zur Verfassungsgeschichte der westfälischen Reichsstiftsstädte. Paderborn: Schöningh, 1889 (Berlin, Univ., Diss., 1888)
- Die Mindensche Chronik des Busso Watensted, eine Fälschung Paullinis. Paderborn: Schöningh, 1890
- Cristoforo Colombo nella letteratura tedesca. Torino, Roma: E. Loescher, 1893
- Giuseppe Garibaldi e la sua legione nello Stato romano 1848–49. 3 voll. Roma, Società editrice Dante Alighieri, 1902–07
- Ermanno Loevinson: Die Juden Italiens. In: Ost und West, Dezember 1912, Sp. 1119–1128; Februar 1913, Sp. 241–250
- Il cimitero degli antichi ebrei sulla via Portuense. 1919
- Il matrimonio di C. A. Vecchj. Aquila: Vecchioni, 1921
- con Bernhard Schmeidler, Konrad Haebler: Handbuch der Staatengeschichte. parte 1., Europa / sezioni: 1, 2, 3., Italien, Spanien-Portugal. Berlin: Vossische Buchhandlung, 1922
- Roma Israelitica: Wanderungen eines Juden durch die Kunststätten Roms. Frankfurt am Main: Kauffmann, 1927